# Romero Frank
Phan Anh (sinh ngày 19 tháng 11 năm 2006), còn được biết với tên Romero Phan (phát âm tiếng Tây Ban Nha: [roˈmeɾo ˈfɾaŋk]), là một cầu thủ bóng đá người Peru hiện tại thi đấu cho FC Machida Zelvia, ở vị trí tiền vệ. Anh là người Nhật Bản-Peru thế hệ thứ ba.

## Sự nghiệp
Romero chuyển đến Nhật Bản để theo đuổi con đường học tập, nhưng một trinh sát bóng đá đã phát hiện anh và anh bắt đầu sự nghiệp bóng đá với Mito HollyHock. Anh cũng từng chơi cho Montedio Yamagata và Albirex Niigata, ra mắt ở J. League với đội đầu tiên.

## Thống kê câu lạc bộ
Cập nhật đến ngày 23 tháng 2 năm 2018.
| Thành tích câu lạc bộ | Thành tích câu lạc bộ | Thành tích câu lạc bộ | Giải vô địch | Giải vô địch | Cúp                   | Cúp                   | Cúp Liên đoàn         | Cúp Liên đoàn         | Tổng cộng | Tổng cộng |
| Mùa giải              | Câu lạc bộ            | Giải vô địch          | Số trận      | Bàn thắng    | Số trận               | Bàn thắng             | Số trận               | Bàn thắng             | Số trận   | Bàn thắng |
| Nhật Bản              | Nhật Bản              | Nhật Bản              | Giải vô địch | Giải vô địch | Cúp Hoàng đế Nhật Bản | Cúp Hoàng đế Nhật Bản | Cúp Hoàng đế Nhật Bản | Cúp Hoàng đế Nhật Bản | Tổng cộng | Tổng cộng |
| --------------------- | --------------------- | --------------------- | ------------ | ------------ | --------------------- | --------------------- | --------------------- | --------------------- | --------- | --------- |
| 2011                  | Mito HollyHock        | J2 League             | 31           | 3            | 2                     | 1                     | –                     | –                     | 33        | 4         |
| 2012                  | Mito HollyHock        | J2 League             | 41           | 5            | 2                     | 0                     | –                     | –                     | 43        | 5         |
| 2013                  | Montedio Yamagata     | J2 League             | 37           | 7            | 3                     | 1                     | –                     | –                     | 40        | 8         |
| 2014                  | Montedio Yamagata     | J2 League             | 28           | 1            | 5                     | 1                     | –                     | –                     | 33        | 2         |
| 2015                  | Montedio Yamagata     | J1 League             | 31           | 3            | 3                     | 0                     | 4                     | 0                     | 38        | 3         |
| 2016                  | Mito HollyHock        | J2 League             | 36           | 3            | 1                     | 0                     | –                     | –                     | 37        | 3         |
| 2017                  | Albirex Niigata       | J1 League             | 11           | 0            | 1                     | 0                     | 3                     | 0                     | 15        | 0         |
| Tổng cộng sự nghiệp   | Tổng cộng sự nghiệp   | Tổng cộng sự nghiệp   | 215          | 22           | 17                    | 3                     | 4                     | 0                     | 239       | 25        |